# Romainville
Romainville là một xã trong vùng hành chính Île-de-France, thuộc tỉnh Seine-Saint-Denis, quận Bobigny, tổng Romainville. Tọa độ địa lý của xã là 48° 53' vĩ độ bắc, 02° 25' kinh độ đông. Romainville nằm trên độ cao trung bình là 117 mét trên mực nước biển, có điểm thấp nhất là 54 mét và điểm cao nhất là 123 mét. Xã có diện tích 3,44 km², dân số vào thời điểm 1999 là 23779 người; mật độ dân số là 6912 người/km².

## Thông tin nhân khẩu
| 1975   | 1982   | 1990   | 1999   |
| ------ | ------ | ------ | ------ |
| 26 252 | 25 403 | 23 565 | 23 779 |

## Các thành phố kết nghĩa
- Benfleet, Anh

## Nhân vật nổi tiếng
- Boris Gamaleya, nhà thơ
- Basile Boli, vận động viên bóng đá
- Louis Boulanger
- Élisabeth Vigée Le Brun, nữ họa sĩ

## Địa điểm tham quan
- Nhà thờ Saint-Germain-l'Auxerrois
- Di tích của lâu đài Romainville (Château de Romainville)